# You Are So Beautiful
You Are So Beautiful is een nummer van de Amerikaanse muzikant Billy Preston uit 1974. Later dat jaar bracht Joe Cocker het nummer uit op zijn album I Can Stand a Little Rain. In januari 1975 werd het nummer uitgebracht als de derde single van het album.

## Achtergrond
"You Are So Beautiful" is geschreven door Billy Preston en Bruce Fisher, die vaak met elkaar samenwerkten. In 1974 bracht Preston het uit op zijn album The Kids & Me. Preston zei dat zijn moeder, een toneelactrice, de inspiratiebron was voor het nummer. In het nummer zijn stukken verwerkt uit "Let Us All Get Together (Right Now)", een nummer van Preston uit 1969.
Beach Boys-lid Dennis Wilson wordt niet genoemd als co-auteur van het nummer, maar was volgens Jon Stebbins, biograaf van de band, wel betrokken bij het schrijven. Zij zouden het hebben geschreven nadat zij allebei op een feest aanwezig waren, waar zij het concept "schoonheid" bespraken. Wilson zong "You Are So Beautiful" vaak als toegift bij Beach Boys-optredens tussen 1975 en zijn overlijden in 1983. Twee liveversies van het nummer, opgenomen rond 1978 en 1983, worden getoond in de biografische film The Beach Boys: An American Band uit 1985. Een liveversie uit 1980 verscheen op het album Good Timin': Live at Knebworth England 1980 uit 2002.
In 1974 werd het nummer gecoverd door Joe Cocker, die veel hits scoort met nummers van andere artiesten. "You Are So Beautiful" verscheen op het album I Can Stand a Little Rain en werd een van zijn grootste hits, met een vijfde plaats in de Verenigde Staten als hoogtepunt. In 1990 werd een liveversie van het nummer, verschenen op het album Joe Cocker Live, een kleine hit in de Nederlandse Nationale Top 100, waarin het de 36e positie bereikte. Andere artiesten die het nummer gecoverd hebben, zijn onder anderen Ray Stevens, Kenny Rogers, Bonnie Tyler en Brian Kennedy.

## Hitnoteringen

### Nationale Top 100
| Hitnotering: 15-09-1990 t/m 27-10-1990 | Hitnotering: 15-09-1990 t/m 27-10-1990 | Hitnotering: 15-09-1990 t/m 27-10-1990 | Hitnotering: 15-09-1990 t/m 27-10-1990 | Hitnotering: 15-09-1990 t/m 27-10-1990 | Hitnotering: 15-09-1990 t/m 27-10-1990 | Hitnotering: 15-09-1990 t/m 27-10-1990 | Hitnotering: 15-09-1990 t/m 27-10-1990 | Hitnotering: 15-09-1990 t/m 27-10-1990 |
| Week                                   | 1                                      | 2                                      | 3                                      | 4                                      | 5                                      | 6                                      | 7                                      |                                        |
| -------------------------------------- | -------------------------------------- | -------------------------------------- | -------------------------------------- | -------------------------------------- | -------------------------------------- | -------------------------------------- | -------------------------------------- | -------------------------------------- |
| Positie                                | 72                                     | 57                                     | 42                                     | 38                                     | 36                                     | 59                                     | 77                                     | uit                                    |

### NPO Radio 2 Top 2000
| Nummer met noteringen in de NPO Radio 2 Top 2000 | '99 | '00 | '01 | '02 | '03 | '04 | '05 | '06 | '07 | '08 | '09 | '10 | '11 | '12 | '13 | '14 | '15 | '16 | '17 | '18 | '19 | '20 | '21 | '22 | '23 | '24  |
| ------------------------------------------------ | --- | --- | --- | --- | --- | --- | --- | --- | --- | --- | --- | --- | --- | --- | --- | --- | --- | --- | --- | --- | --- | --- | --- | --- | --- | ---- |
| You Are So Beautiful                             | 290 | 398 | 487 | 643 | 289 | 258 | 225 | 256 | 410 | 291 | 390 | 376 | 422 | 518 | 476 | 571 | 497 | 559 | 544 | 718 | 580 | 685 | 715 | 870 | 860 | 1080 |

1. ↑  Een vetgedrukt getal geeft de hoogste notering aan.